# 彎谷 (加利福尼亞州)
彎谷（英語：Round Valley）是位於美國加利福尼亞州因約縣的一個人口普查指定地區。

## 地理
彎谷的座標為37°25′10″N 117°35′15″W / 37.41944°N 117.58750°W，而該地最高點為海拔高度1430米（即4692英尺）。

## 人口
根據2010年美國人口普查的數據，彎谷的面積為35.797平方千米，當中陸地面積為35.766平方千米，而水域面積為0.031平方千米。當地共有人口435人，而人口密度為每平方千米12人。